# Pilar Costa
Pilar Costa Serra (Ibiza, 18 de mayo de 1967) es una abogada y política española. Desde junio de 2019 está al frente de la Consejería de Presidencia, Cultura e Igualdad, además de ser portavoz del Gobierno de las Islas Baleares en la segunda legislatura liderada por Francina Armengol. Desde abril de 2016, en la primera legislatura de Armengol, Costa ya estaba al frente de la Consejería de Presidencia y era portavoz de gobierno. Ha sido también Consejera de Interior, Innovación y Justicia en el gobierno balear de Francesc Antich (2009-2011) y Presidenta del Consejo Insular de Ibiza y Formentera (1999-2003). Ha sido diputada por Ibiza en el Parlamento de las Islas Baleares desde 1999 en las legislaturas V, VI, XVIII, IX y X.  Fue senadora en la VI legislatura de España (1996-1999) por la Agrupación de Electores Ibiza y Formentera al Senado (EFS).

## Biografía
Estudió Derecho en la Universidad de Barcelona licenciándose en 1990. Tras una corta estancia en Inglaterra, un año después, en 1991, abrió su despacho profesional en Ibiza al tiempo que iniciaba estudios en Ciencias Políticas por la Universidad Nacional de Educación a Distancia (UNED).
En 1991-1999 fue profesora de la Escuela de Turismo.
Por otro lado Costa formó parte de la ONG Amnistía Internacional e impulsó su implantación en las  islas Pitiusas.
También conectada con mundo del teatro. A los catorce años subió por primera vez al escenario participando en el Grup Experimental de Teatre de l’Escola d’Arts i Oficis , bajo la dirección de Pedro Cañestro Torres.

### Trayectoria institucional y política

#### Senadora
Inició su trayectoria institucional en 1996 como senadora por la circunscripción de Ibiza y Formentera compaginando su trabajo como abogada. Su elección constituyó un hito puesto que era la primera vez desde 1977 que el escaño del senado por dicha circunscripción no era ocupado por un candidato del centro derecha. Costa fue cabeza de lista como independiente de la "Agrupación de Electores Eivissa i Formentera al Senat" (formada por el Partido Socialista Obrero Español  (PSOE), Els Verds, Esquerra Unida, Entesa Nacionalista i Ecologista, ERC e independientes de izquierda) superando al candidato del Partido Popular, Josep Juan Cardona. La coalición se presentó con un programa electoral basado en la defensa del medio ambiente, el incremento del autogobierno y la promoción de la lengua y la cultura de las Pitiusas. Durante su etapa como senadora participó en la comisión especial de estudio sobre la eutanasia y fue portavoz de la Comisión de obras públicas, medio ambiente, transportes y comunicaciones y de la Comisión mixta de los derechos de la mujer, siendo también ponente sobre el tráfico internacional de mujeres, niños y niñas (573/000003)

#### Diputada del parlamento de las Islas Baleares
En 1999 (12 de julio de 1999 al 2 de agosto de 1999) asumió un escaño en el Parlamento de las Islas Baleares en la 5 legislatura formando parte del Grupo Parlamentario de Esquerra Unida i Ecologista. Tras el paréntesis como presidenta del Consejo Insular de Ibiza y Formentera (1999-2003) regresó al Parlamento Balear el 19 de junio de 2003 en la VI legislatura primero como independiente, miembro del Grupo Parlamentario de Esquerra Unida i Els Verts y desde el 16 de septiembre de 2003 como independiente en el Grupo parlamentario socialista, hasta el 3 de abril de 2007.
Regresó al parlamento en la VIII legislatura del 7 de junio de 2011 al 31 de marzo de 2015 por el PSOE-Pacto por Ibiza. Renovó el escaño en la XIX legislatura de 2015 a 2019 -siendo portavoz del Grupo Socialista de 2015 a 2016 sustituyendo a Francina Armengol- y en la X legislatura iniciada el 21 de junio de 2019.

#### Presidenta del Consejo Insular de Ibiza y Formentera
Dejó el escaño de senadora en junio de 1999, participando en las elecciones al Parlamento de las Islas Baleares. Asumió el escaño apenas dos semanas ya que el 31 de julio de 1999 fue elegida Presidenta del Consejo Insular de Ibiza y Formentera (1999-2003). Costa era la cabeza de lista del Pacte Progressista, una coalición formada por su partido, el PSOE, Esquerra Unida y Els Verds. El Pacte obtuvo seis consejeros, por otros seis del Partido Popular. El triunfo en Formentera de la Coalició d'Organitzacions Progressistes (COP), quedándose con el consejero en juego, le permitió acceder a la presidencia del Consejo. 
En las elecciones de 2003, Costa volvió a ser la cabeza de lista como independiente del Pacte. El perder un consejero, unido a la pérdida del consejero de la COP, se tradujo en su salida de la presidencia.

#### Gobierno de las Islas Baleares
En septiembre de 2006, a causa de la no revalidación de la candidatura del Pacte Progressista, anunció su retirada de la vida política, al tiempo que rechazaba una oferta para ingresar en el PSOE. A pesar de ello, en 2008 se incorporó al equipo de gobierno del nuevo Consejo Insular de Ibiza presidido por Xico Tarrés, como secretaria del Consejo Ejecutivo, Consejera Coordinadora del Área de Gobierno y titular del Departamento de Gobierno Corporativo y Comunicación.

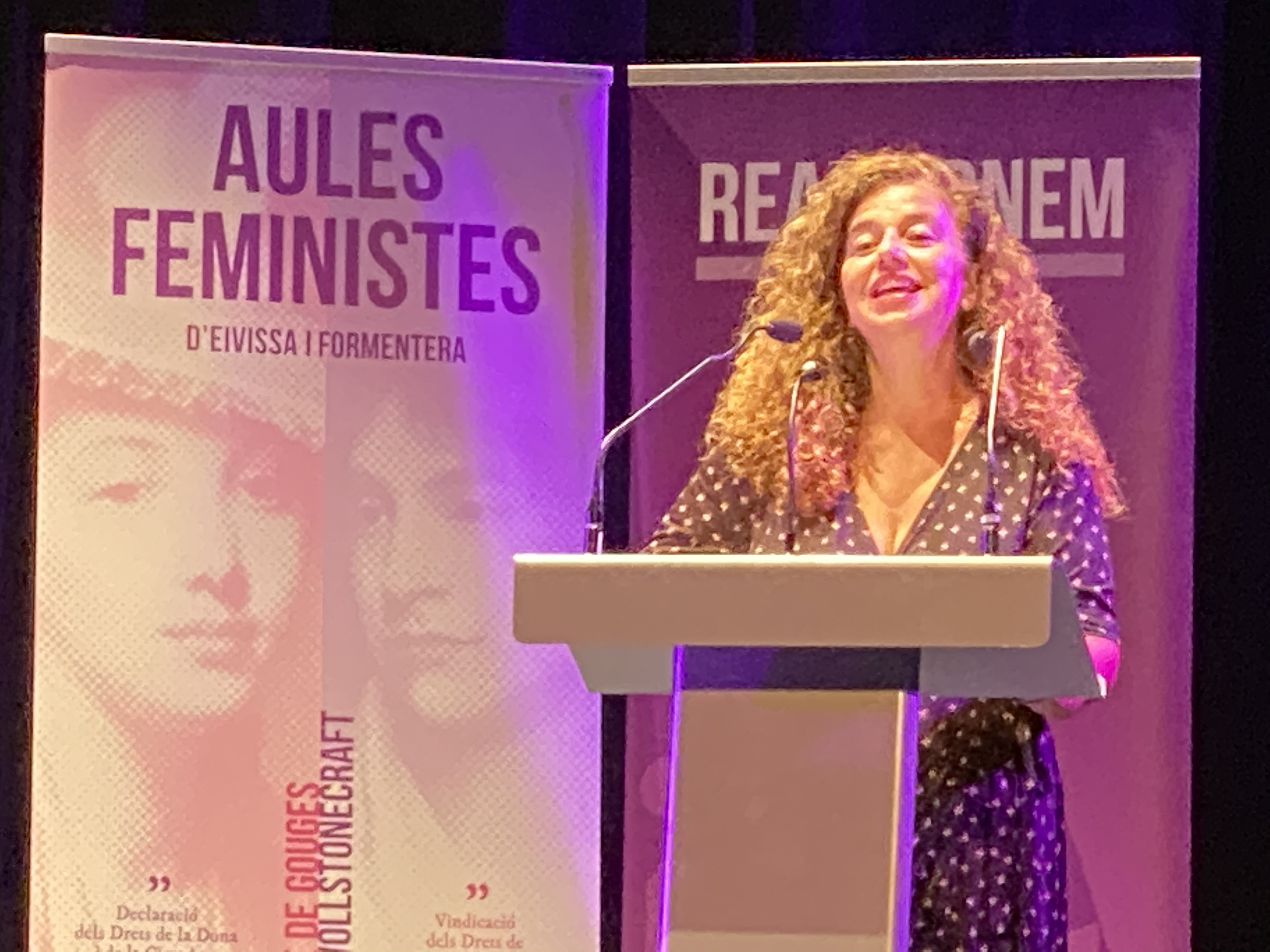
Pilar Costa en las Aulas Feministas de Ibiza y Formentera 2020

El 14 de septiembre de 2009 fue designada Consejera de Interior, Innovación y Justícia del Gobierno de las Islas Baleares, en sustitución de María Ángeles Leciñena, cargo que mantendría hasta la victoria del Partido Popular con José Ramón Bauzá al frente, en 2011. 
En noviembre de 2009 pidió su ingreso en el PSOE de Ibiza tras 13 años de estar en política como independiente señalando que daba el paso para aportar su «grano de arena y participar en un debate más interno de hacia dónde va la izquierda en Eivissa» considerando que «la capacidad de influencia es más grande estando dentro que fuera» de un partido político.
De 2016 a 2016 fue portavoz del grupo socialista en Parlamento de las Islas Baleares. En 2016 fue nombrada consejera de Presidencia, y portavoz del gobierno que lidera Francina Armengol. En junio de 2019 se situó al frente de la nueva Consejería de Presidencia, Cultura e Igualdad, asumiendo las competencias de la Consejería de Cultura que en el primer gobierno de Armengol estaba liderada por Esperança Camps de Més per Mallorca y las competencias de Igualdad con una Dirección General de Igualdad y Diversidad de nueva creación y el Institut Balear de la Dona.